# Kevin Vijgen
Kevin Vijgen (Heerlen, 3 maart 1990) is een Nederlands voormalig voetballer die doorgaans speelde als aanvaller. Tussen 2010 en 2018 speelde hij voor FC Oss, Groene Ster, EHC en opnieuw Groene Ster.

## Clubcarrière
Vijgen komt uit de jeugdopleiding van Roda JC. Ondanks dat hij een aantal keren had meegetraind met het eerste elftal, verliet de aanvaller de club toch in januari 2010. In die maand tekende hij een amateurcontract bij FC Oss, dat destijds in de Eerste divisie actief was. Op 8 februari 2010 debuteerde Vijgen voor FC Oss, toen coach Hans de Koning hem tien minuten voor het einde van het duel in liet vallen voor Dirk Schoofs tegen Go Ahead Eagles (0–0). De volgende speelronde, op 22 februari, mocht hij opnieuw invallen. Nu speelde hij tegen Helmond Sport (0–2 nederlaag) de laatste veertien minuten mee op de plaats van Rence van der Wal. Aan het einde van het seizoen degradeerde FC Oss naar de Topklasse en Vijgen verliet de club. Hierop tekende hij bij Groene Ster. Van 2013 tot 2015 speelde hij bij EHC, waarna hij weer terugkeerde bij Groene Ster. Vijgen stopte in 2018 met voetballen.

## Clubstatistieken
| Seizoen | Club   | Competitie     | Competitie | Competitie | Beker | Beker | Totaal | Totaal |
| Seizoen | Club   | Competitie     | Wed.       | Dlp.       | Wed.  | Dlp.  | Wed.   | Dlp.   |
| ------- | ------ | -------------- | ---------- | ---------- | ----- | ----- | ------ | ------ |
| 2009/10 | FC Oss | Eerste divisie | 2          | 0          | 0     | 0     | 2      | 0      |
| Totaal  | Totaal | Totaal         | 2          | 0          | 0     | 0     | 2      | 0      |